# سیارک ۶۸۱۸
سیارک ۶۸۱۸ (به انگلیسی: 6818 Sessyu، نامگذاری:1983EM1) شش هزار و هشتصد و هجدهمین سیارک کشف شده‌است که در ۱۱ مارس ۱۹۸۳ کشف شد.
قدر مطلق سیارک برابر ۱۳٫۹۰ است.